# Вулиця Мостова (Тернопіль)
Вулиця Мостова — вулиця в мікрорайоні «Оболоня» міста Тернополя. 

## Відомості
Розпочинається від вулиці Мостова-бічна, пролягає на північ до залізничної колії, де і закінчується. На вулиці розташовані переважно приватні будинки.

## Транспорт
Рух вулицею — двосторонній, дорожнє покриття — асфальт. Громадський транспорт по вулиці не курсує, найближчі зупинки знаходяться на вулицях Князя Острозького та Торговиця.